# Zetska banovina
Zetska banovina je bila banovina (pokrajina, regija) u Kraljevini Jugoslaviji od 1929. do 1941. godine. Ova banovina se u većem dijelu nalazila na području današnje Crne Gore, dok su manji dijelovi pripadali današnjoj Srbiji, Kosovu, Hrvatskoj i Bosni i Hercegovini. Dobila je ime po rijeci Zeti, koja je bilo u upotrebi i u Srednjem vijeku i odnosilo se na današnju Crnu Goru. Administrativno središte Zetske banovine je bilo Cetinje.
1939. godine, dominantno hrvatska područja Zetske banovine od Boke kotorske do Pelješca, uključujući i Dubrovnik, su pripojena Hrvatskoj banovini. 
1941. godine, u Drugom svjetskom ratu, Sile osovine su okupirale Zetsku banovinu. Nekoliko manjih područja oko Boke kotorske su aneksirana od strane fašističke Italije, dok je ostatak postao dio okupacijske zone Italije u Crnoj Gori i Albaniji. Istočna područja su postala dio okupacijske zone nacističke Njemačke u Srbiji, dok su zapadna područja pripojena Nezavisnoj Državi Hrvatskoj.
Poslije završetka Drugog svjetskog rata, područje je podijeljeno između Crne Gore, Bosne i Hercegovine, Srbije i Hrvatske, u okviru Socijalističke Federativne Republike Jugoslavije.